# 마지막 게임
《마지막 게임》(영어: The Last Thing He Wanted)은 2020년 공개된 영국, 미국의 정치 스릴러 영화이다. 디 리스가 감독을 맡았으며, 조앤 디디언의 동명 소설이 영화의 원작이다. 2020 선댄스 영화제에서 전 세계 최초로 공개되었다.

## 출연
- 앤 해서웨이 : 엘레나 맥마흔 역
- 윌럼 더포 : 리처드 맥마흔 역
- 벤 애플렉 : 트리트 모리슨 역